# Phrynobatrachus minutus
Espèce
Synonymes
- Arthroleptis minutus Boulenger, 1895

Statut de conservation UICN

 LC  : Préoccupation mineure
Phrynobatrachus minutus est une espèce d'amphibiens de la famille des Phrynobatrachidae.

## Répartition
Cette espèce est endémique d'Éthiopie. Elle se rencontre de 800 à 2 800 m d'altitude dans les deux côtés de la vallée du Grand Rift,. 

## Publication originale
- Boulenger, 1895 : An account of the reptiles and batrachians collected by Dr. A. Donaldson Smith in western Somali-land and the Galla Country. Proceedings of the Zoological Society of London, vol. 1895, p. 530-540 (texte intégral).